# Заслуженный машиностроитель Украины
Заслуженный машиностроитель Украины — государственная награда Украины — почётное звание Украины, присваиваемое Президентом Украины согласно закону Украины «Про государственные награды Украины».
Согласно Положению «Про почётные звания Украины» от 29 июня 2001 года, звание присваивается:
работникам предприятий, объединений и организаций, научно-исследовательских и проектных институтов, конструкторских бюро и лабораторий авиационной, оборонной, электронной, судостроительной, станкостроительной, инструментальной, автомобильной, электротехнической промышленности, радиопромышленности, общего, среднего, энергетического, транспортного, тракторного, сельскохозяйственного, химического, нефтяного, строительного, дорожного, коммунального машиностроения, приборостроения, средств автоматизации, систем управления, машиностроения для легкой, пищевой,  деревообрабатывающей промышленности и бытовых приборов и других отраслей машиностроения и металлообработки за значительные успехи в выполнении производственных заданий, повышении производительности труда, создании новых конкурентоспособных образцов отечественной техники

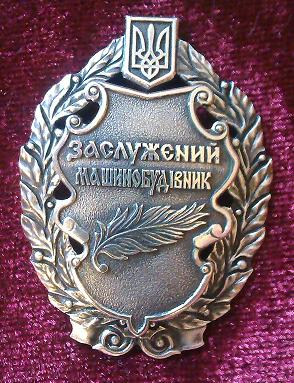
Нагрудный знак «Заслуженный машиностроитель Украины»